# 仲筋ぬヌベマ節
「仲筋ぬヌベマ節」（なかすじぬヌベマぶし）は、沖縄県八重山諸島に伝わる古典民謡。「仲筋ぬヌベーマ節」とも呼ばれ、1973年（昭和48年）には竹富町無形民俗文化財に指定された。

## 概要
仲筋ぬヌベマ節は八重山歌謡のなかでもトゥバラーマと呼ばれる短歌謡に分類される抒情歌謡である。古謡形式としてはクェーナに分類され、五・三音の連続で進行する。
詞は、村の生活では重要な赤甕や苧麻の為に、竹富島仲筋村に住むヌベマという一人娘を、新城島へと嫁がせた母が嘆く内容となっている。この詞について次のような物語が伝えられる。
この民謡中に登場する赤甕とされるパナリ焼きの水がめが、竹富町に工芸品文化財「仲筋ぬヌベマの水がめ」として平成3年9月11日に指定されている。1973年（昭和48年）12月5日、仲筋ぬヌベマ節は、ジッチュ節、安里屋節、真栄節などと共に竹富町の「無形民俗（舞踊・民謡）」文化財として指定された。

## 歌詞
一、仲筋（なかすじ）ぬ　ヌベマ
　　　ふんかどぬ　女童（みやらび）
　二、一人（ぴとり）ある　娘女（みどなふあ）
　　　たぬぎやる　肝（きむ）ぬ子（ふあ）
　三、ぱなり夫（ぶと）　持（む）たし
　　　うどぎや夫　持たし
　四、いきゃぬゆい　ヌベマ
　　　なぐぬすみやん　みやらび
　五、赤甕（あかがみ）ぬ　ゆいんどぅ
　　　白身苧（しるみぶ）ぬ　欲（ふ）しゃんどぅ
　六、水汲（みじあ）みぬ　なちきし
　　　赤甕ゆ　かみてぃ
　七、ンブフルに　登（ぬぶ）てぃ
　　　むるやちぢ　登てぃ
　八、女子（みどんなあ）　見るんでぃ
　　　肝ぬ子ゆ　とぅるんでぃ
　九、朝凪（あさどり）ぬ　夕凪（ゆうどり）ぬ
　　　女子どぅ　待ちゅる
一〇、遠（とぅ）さぬけ　見らるぬ
　　　目涙（みなだ）まり　見らるぬ		
—仲宗根幸市『南海の歌と民俗―沖縄民謡へのいざない』より。（抜粋の上、漢字・かな等修正した）